# Kunstnersammenslutning
En kunstnersammenslutning er en mere eller mindre fast sammenslutning af kunstnere, gerne med en fælles holdning eller stilretning. Nogle kunstnersammenslutninger er organiseret som foreninger, mens andre er mere løse netværk, for eksempel omkring et udstillingssted eller en lokation. Alt efter type taler man undertiden om udstillingsfællesskaber eller kunstnerkolonier.
| Forening eller organisation | Spire Denne artikel om en forening eller organisation er en spire som bør udbygges. Du er velkommen til at hjælpe Wikipedia ved at udvide den. |